# Peter Vorndran
Peter (Casparsen) Vorndran (født 14. december 1752 i Kalundborg, død 8. marts 1822 i København) var en dansk embedsmand.
Han var en søn af købmand Casper Vorndran i Kalundborg og Karen Faaborg. Han blev 1770 dimitteret fra Slagelse lærde Skole, blev 1774 juridisk kandidat, ansattes i begyndelsen af 1780 som fuldmægtig i Købstædernes Revisionskontor under Rentekammeret, men forflyttedes senere samme år til dettes danske sekretariat, hvis chef han 1784 blev. 1789 udnævntes han til kommitteret, 1812 til 4. deputeret i Rentekammeret og 1816 tillige til deputeret for finanserne. Desuden var han 1791-1806 tilsynshavende ved Kammerarkivet, 1811-13 stempelpapirforvalter og fra 1813 til sin død i København, 8. marts 1822, medlem af direktionen for Den almindelige Enkekasse. 1815 blev han medlem af Postpensionskassedirektionen, 1816 medlem af direktionen for Den alm. Pensionskasse og medlem af Kommissionen ang. Fødsels- og Plejestiftelsen. 1792 var han blevet justitsråd, 1805 etatsråd og 1817 konferensråd. Han blev 31. juli 1815 Ridder af Dannebrog. På grund af sin dygtighed og flid, sin kundskabsfylde og ordenssans nød han stor anseelse blandt sine kaldsfæller.
21. marts 1800 ægtede han i Nikolaj Kirke Marie Kirstine Sørensen (19. september 1754 i København - 20. januar 1832 sammesteds), datter af postskriver Peter Sørensen og Dorothea Hansen. Hun var første gang gift med kontrollør og brygger Niels Hallander (død 22. juli 1795).